# Khadda
Khadda là một thị xã và là một nagar panchayat của quận Kushinagar thuộc bang Uttar Pradesh, Ấn Độ.

## Nhân khẩu
Theo điều tra dân số năm 2001 của Ấn Độ, Khadda có dân số 14.332 người. Phái nam chiếm 53% tổng số dân và phái nữ chiếm 47%. Khadda có tỷ lệ 52% biết đọc biết viết, thấp hơn tỷ lệ trung bình toàn quốc là 59,5%: tỷ lệ cho phái nam là 63%, và tỷ lệ cho phái nữ là 41%. Tại Khadda, 17% dân số nhỏ hơn 6 tuổi.